# Chowvenahalli, Channarayapatna
Chowvenahalli là một làng thuộc tehsil Channarayapatna, huyện Hassan, bang Karnataka, Ấn Độ.